# Église Saint-Maurice-des-Augustins (Fribourg)

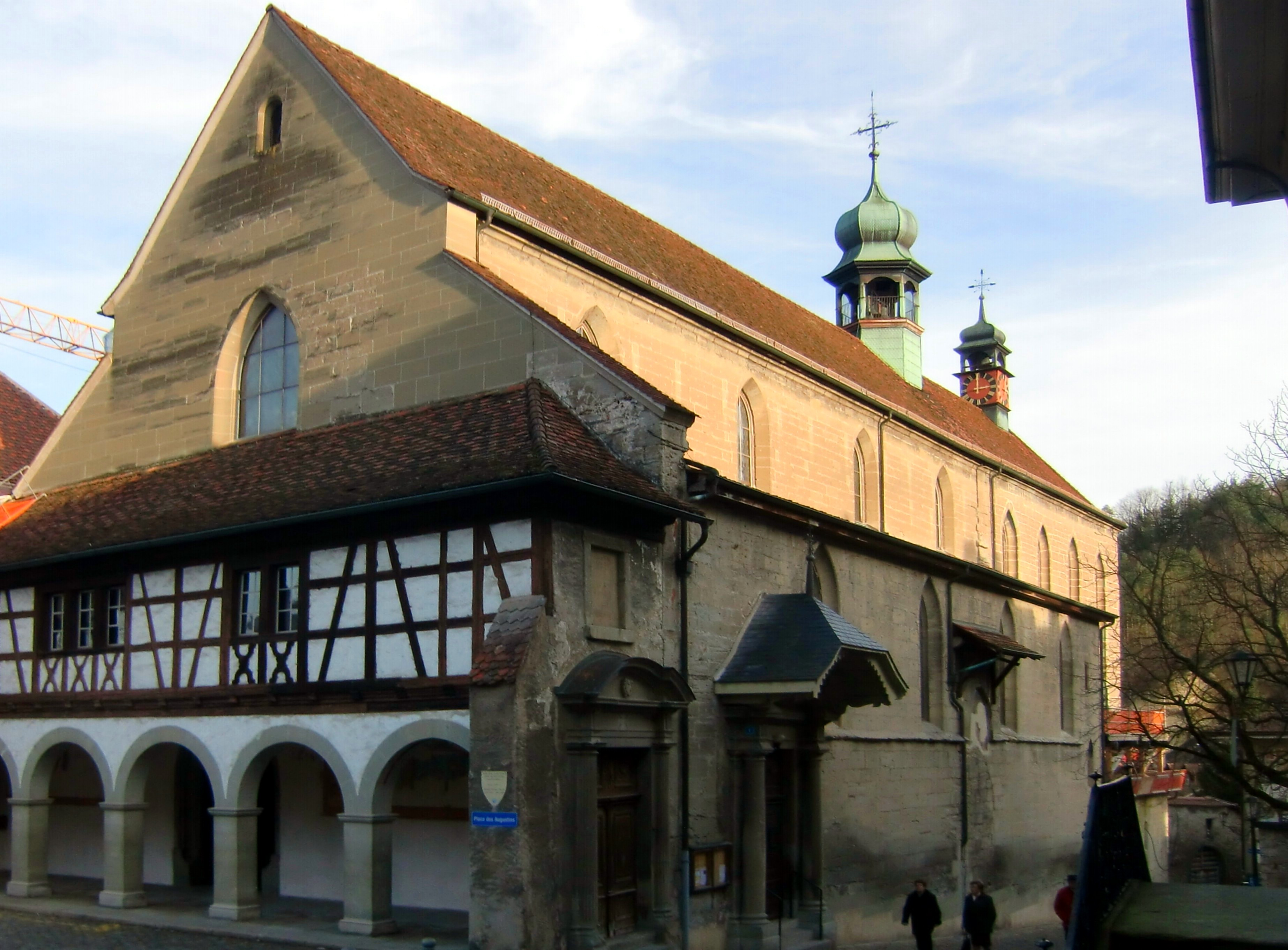
Vue de l'église.

L'église Saint-Maurice-des-Augustins est une église historique de Fribourg (Suisse). Cette église dédiée à saint Maurice, particulièrement révéré en Suisse, dépend du diocèse de Lausanne, Genève et Fribourg.

## Histoire
C'est au milieu du XIIIe siècle que les augustins construisent leur couvent dans le quartier de l'Auge, grâce notamment à l'appui des Velga, puissante famille fribourgeoise. Ils sont prévôts de l'église, c'est-à-dire qu'ils assurent son entretien et défendent ses intérêts temporels. Leur chapelle funéraire s'y trouve. L'église conventuelle est terminée en 1311.
La communauté des chanoines augustins n'excèdera jamais vingt membres. Elle connaît une certaine prospérité à la fin du XVIe siècle sous la conduite du prieur Hans Ulrich Kessler qui fait construire entre 1580 et 1583 une nouvelle maison priorale au nord du couvent. Il fait aussi restaurer l'église conventuelle et enrichir son décor intérieur. C'est de cette époque que date l'imposant retable du maître-autel. En 1684, l'église est dotée d'une nouvelle façade avec portique. Au XVIIIe siècle, le couvent connaît d'autres transformations. Le cloître s'affaisse et il est supprimé. Le plafond du réfectoire est peint en 1748 par Johann Melchior Eggmann en trompe-l'œil.

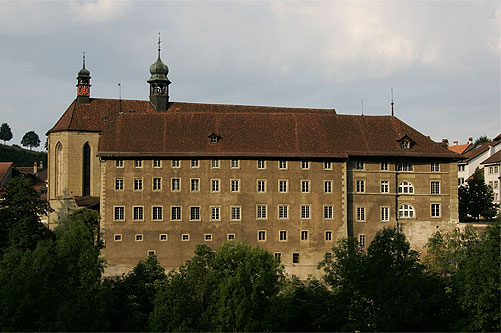
Couvent des Augustins.

Le couvent est supprimé par les autorités en 1846. Ses locaux sont aujourd'hui propriété d'État et utilisés par les services publics, dont les archives du canton de Fribourg jusqu'en 2004.
L'église obtient le statut d'église paroissiale en 1872.

## Description

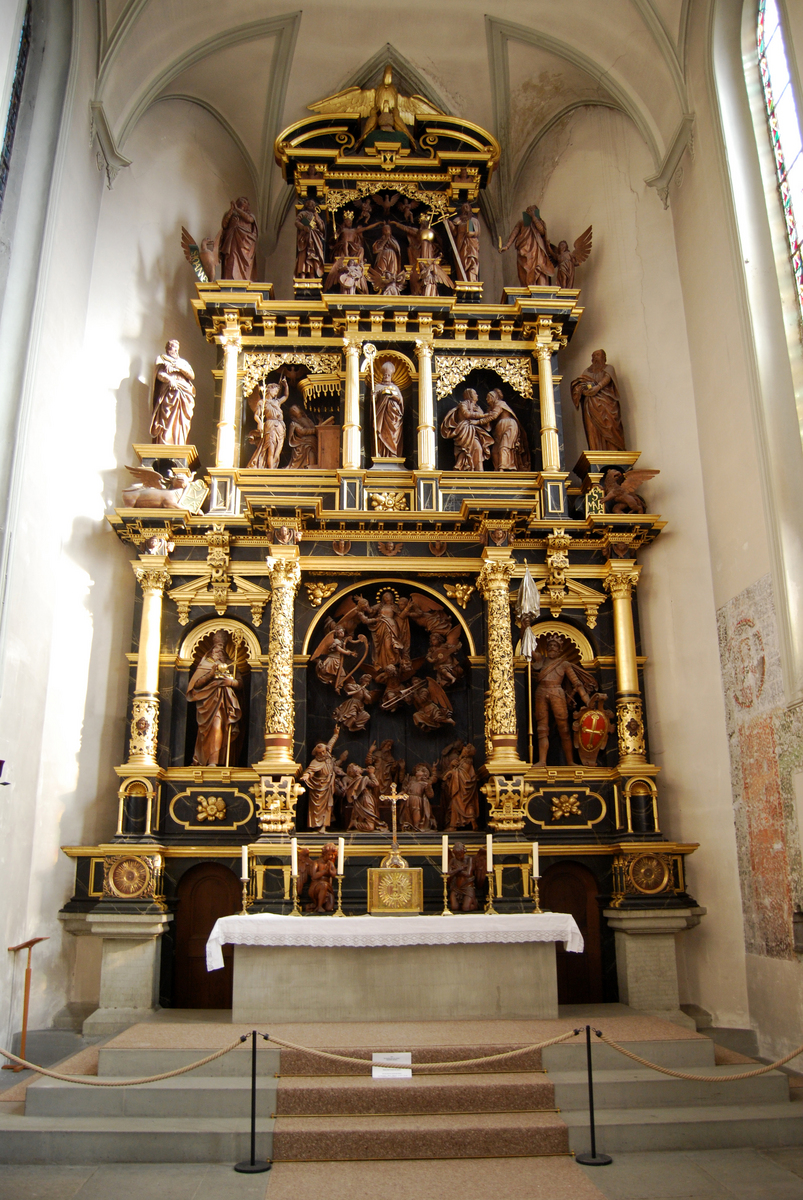
Retable du maître-autel de Peter Spring

La façade plutôt sobre ne laisse pas deviner l'intérieur richement orné. La façade à pignons de l'église est dotée d'un portique de seize arcs surmonté d'une galerie à colombages. L'église possède trois nefs. L'intérieur d'un baroque foisonnant frappe par sa richesse. La nef centrale est composée de quatre travées soutenues de robustes colonnes. Elle se termine par une abside imposante avec un immense retable de style maniériste. Ce retable, chef-d'œuvre du maniérisme suisse, a été sculpté entre 1593 et 1602 par Peter Spring, aidé de son frère Jacob. Ses colonnes à torsades de bois doré sur trois ordres, ses niches et corniches de faux marbre rythment l'espace sur 13,5 mètres de hauteur avec pas moins de 46 statues. Il a fortement influencé l'atelier de la famille Reyff. Cet atelier a produit les deux autels latéraux de chaque côté du chœur avec des statues d'une facture exceptionnelle. Jean-François Reyff est l'auteur d'une Notre Dame des Sept Douleurs (vers 1650) dans la nef droite. Une niche de cette même nef abrite une fresque maniériste représentant La Déposition. Il existe en tout sept retables dans cette église.
L'orgue de tribune a été construit en 1764 par le facteur fribourgeois Josef Anton Moser et modifié en 1813 par son fils Aloys Moser. Il a été refait entre 1985 et 1987 par la manufacture Mathis de Näfels.

## Illustrations

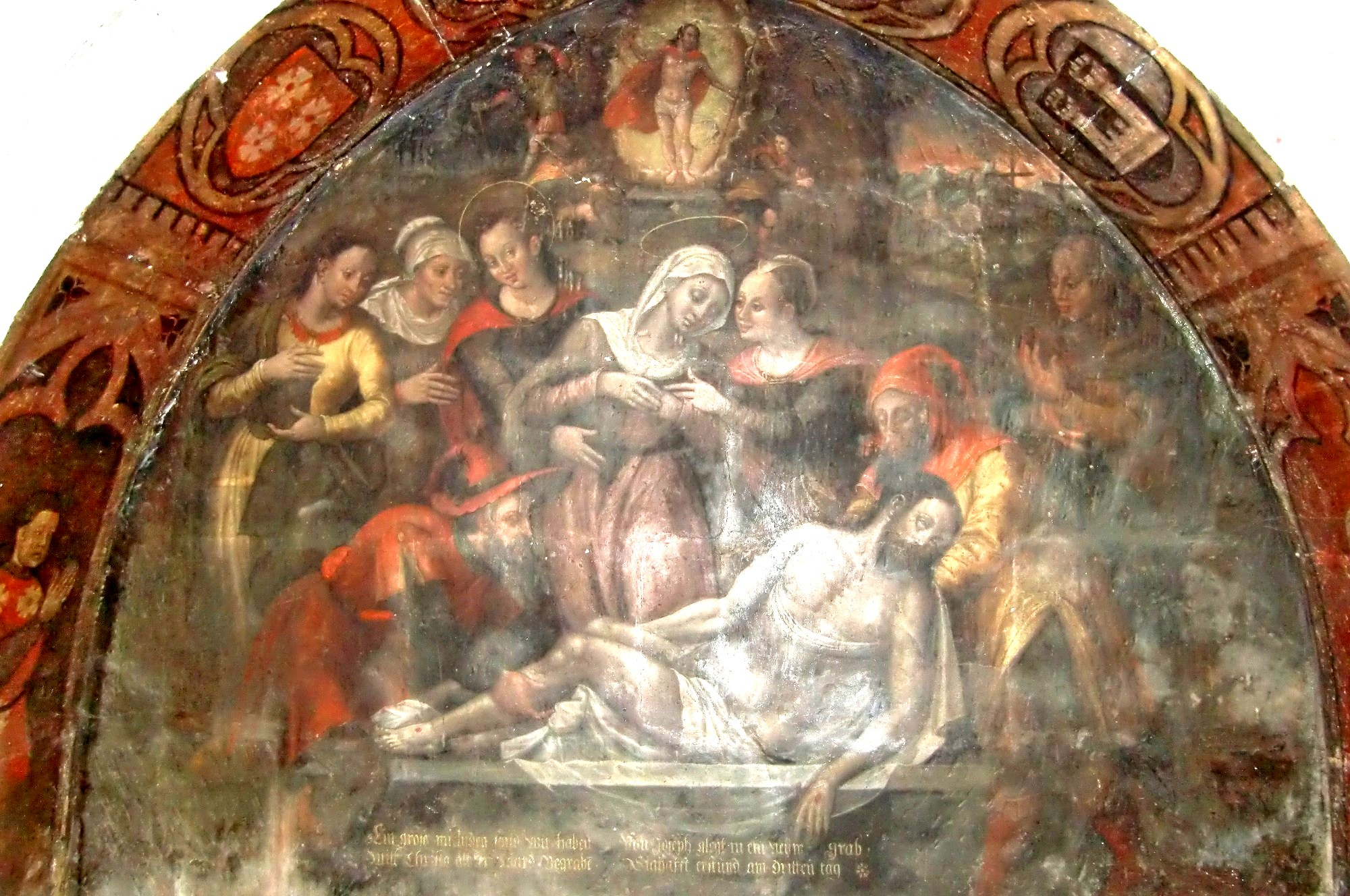
Peintre anonyme, La Déposition, 1591
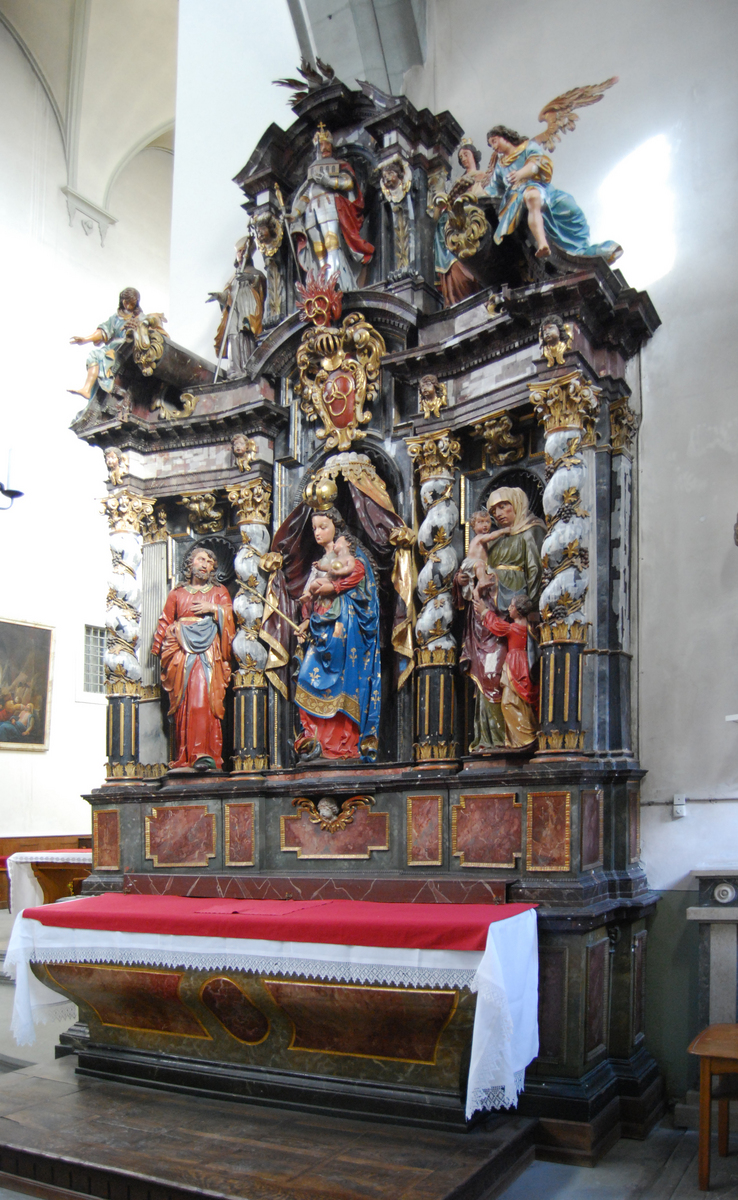
Atelier des Reyff, Retable de Notre Dame, seconde moitié du XVIIe siècle
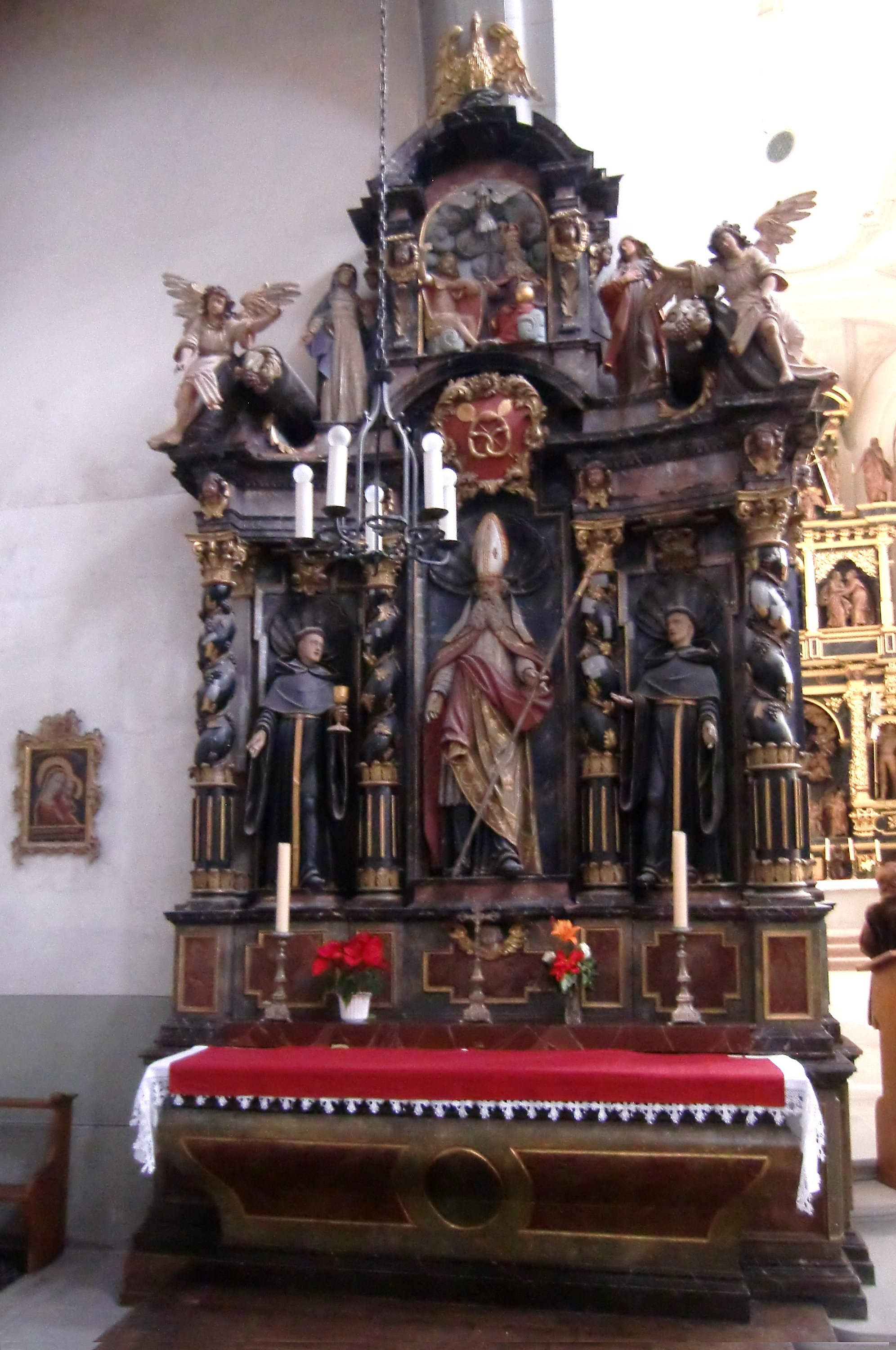
Atelier des Reyff, Retable de Saint Augustin, seconde moitié du XVIIe siècle
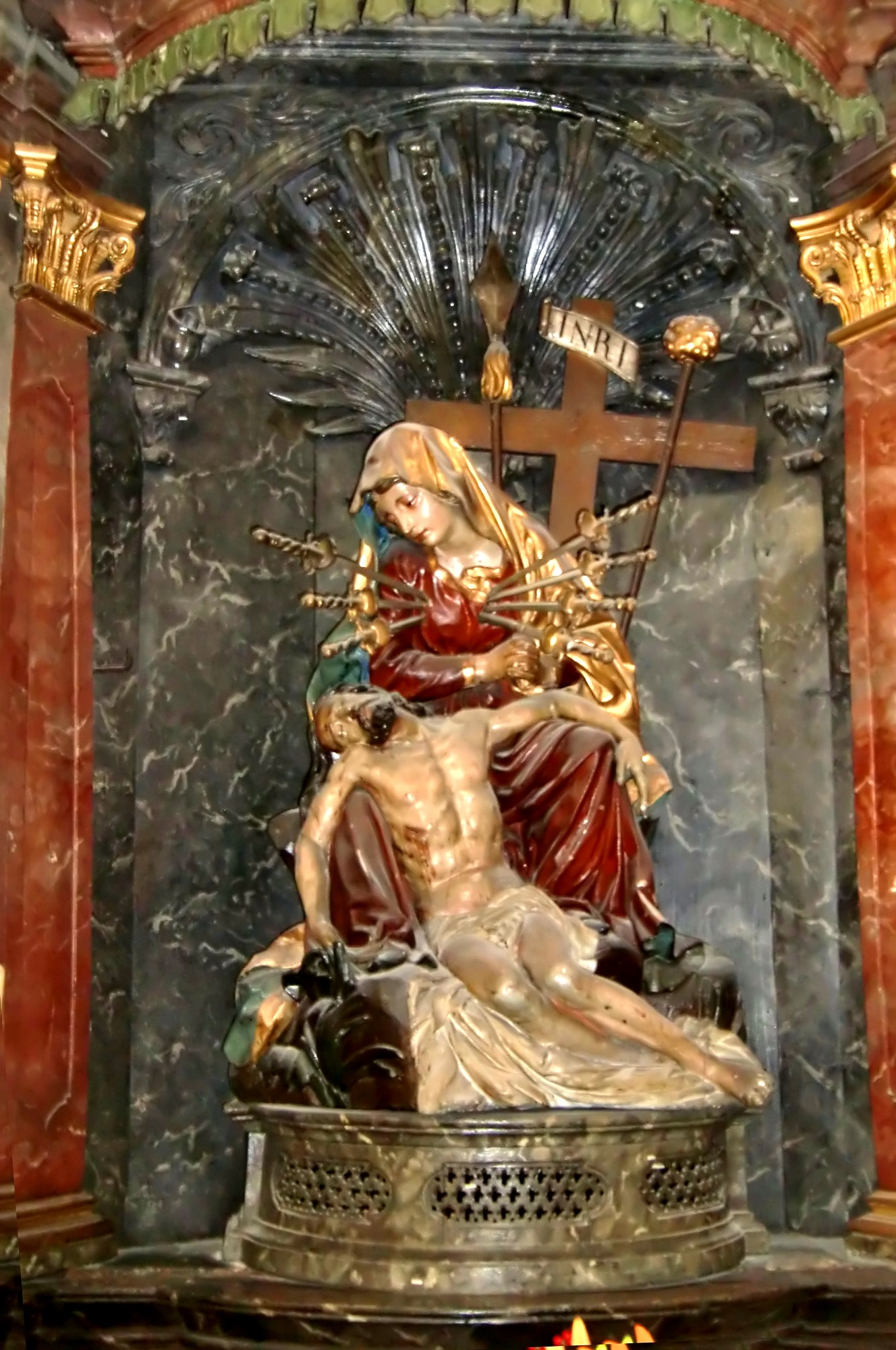
Jean-François Reyff, Notre Dame des Sept Douleurs, vers 1650